# کلبسیلا اکسی توکا
کلبسیلا اکسی توکا (Klebsiella oxytoca) باکتری گرم منفی میله‌ای شکل با پوشینه چندقندی است که شباهت زیادی به کلبسیلا پنومونیه دارد و با داشتن ایندول مثبت تمایز می‌یابد. همچنین دارای ویژگی‌های رشد کمی متفاوت است مثلاً قادر به رشد در مانجیفرین است.

## اهمیت بالینی
این باکتری در ایجاد بیماری‌های التهاب روده بزرگ و گندخونی نقش دارد.